# Nuussuaq (Uummannaq)
Nuussuaq [ˈnuːsːuɑq] (nach alter Rechtschreibung Nûgssuaĸ) ist eine wüst gefallene grönländische Siedlung im Distrikt Uummannaq in der Avannaata Kommunia.

## Lage
Nuussuaq liegt am Ende der großen gleichnamigen Halbinsel, die die Grenze zwischen den Distrikten Uummannaq und Ilulissat bzw. Qeqertarsuaq bildet. Vor Nuussuaq liegen mehrere kleine Inseln, die die Fortsetzungen der schmalen Kaps in dem Gebiet bilden. Der nächstgelegene heute noch bewohnte Ort ist Niaqornat 34 km ostnordöstlich. In die andere Richtung ist Saqqaq 124 km südöstlich der nächste Ort.

## Geschichte

### Nuussuaq als Kolonie
Nuussuaq war schon vor der Kolonialzeit bewohnt. 1758 gründete Johan Henrik Bruun in Nuussuaq eine Kolonie. Bereits 1761 wurde beschlossen die Kolonie zu versetzen und 1763 wurde Nuussuaq aufgegeben und die Kolonie in Uummannaq aufgebaut. Es ist davon auszugehen, dass Nuussuaq anschließend unbewohnt war.
In Nuussuaq befindet sich ein Steingebäude unbekannter Herkunft, das bereits im 19. Jahrhundert von verschiedenen Forschern beschrieben worden ist. Der Legende nach wurde es von einem grönländischen Sagenhelden errichtet, möglicherweise Kaassassuk. Möglicherweise wurde es von überwinternden Walfängern errichtet, wahrscheinlicher ist es aber ein aus dem Mittelalter stammender Bau der Grænlendingar, die hier auf ihren Reisen vorbeigekommen waren.

### Nuussuaq als Anlage
Erst 1794 wurde in Nuussuaq ein Garnfangversuch errichtet, der über die Kolonie Ritenbenk lief. Die Jagd lieg äußerst erfolgreich und 1798 lebten schon 56 Menschen in Nuussuaq. Im selben Jahr wurde auch erstmals ein Wal gefangen. Nachdem der Versuch geglückt war, wurde 1799 eine Handels- und Walfängeranlage in Nuussuaq gegründet. Es wurden ein Assistent, ein Zimmermann, ein Böttcher, ein Walfangleiter und ein Matrose angestellt und ein Stockwerkhaus errichtet. Die wirtschaftliche Situation lieg so gut, dass man erwog, Nuussuaq wieder den Kolonialstatus zu verleihen und Upernavik zu einer dazugehörigen Anlage zu machen. Stattdessen wurde die Anlage Nuussuaq 1804 in den Kolonialdistrikt Uummannaq eingegliedert. Der Walfang nahm ab, aber durch die Seehundjagd konnte die Anlage bestehen bleiben. Während des Kriegs wurde die Anlage 1810 aufgegeben und die Bevölkerung zug fort. Im Sommer bewachte ein Däne die Gebäude, aber dennoch wurde der Ort 1813 und 1815 von englischen Walfängern geplündert. Daraufhin holte ein dänisches Schiff alles, was noch im Ort zu finden war, ab. 1818 sollte auch das Stockwerkhaus abtransportiert werden, um es anderswo zu benutzen, aber die Engländer hatten es bereits zerstört und ihn Brand gesetzt.

### Nuussuaq als Udsted
1825 wurde Nuussuaq als Udsted unter Ritenbenk neugegründet. 1896 wurde der Ort wieder der Kolonie in Uummannaq zugeteilt.
Nuussuaq wurde 1911 eine eigene Gemeinde, der noch der Wohnplatz Nuussuutaa angehörte. Der Gemeinderat bestand aus drei Männern. Die Gemeinde war ein Teil des 8. Landesratswahlkreises Nordgrönlands.
1915 lebten 59 Personen in Nuussuaq. Es gab zehn grönländische Wohnhäuser, sowie ein weiteres grönländisches Wohnhaus, das als Wohnung für den Udstedsverwalter diente. Es war 70 m² groß und hatte zwei Zimmer und Küche. Das Proviantlager von 1852 war ein Fachwerkgebäude mit Holzverkleidung. Außerdem gab es drei Speckhäuser. Eins war ein Grönländerhaus, das zweite Fachwerkbau mit Holzfassade und Holzdach und das dritte ein grau gestrichenes Fachwerkgebäude mit Betonboden und Dachschindeln von 1915. Die Schulkapelle war von 1874 und zehn Jahre später an ihre Position versetzt worden. Die war ebenfalls ein Fachwerkgebäude mit Bretterverkleidung und Dachpappe. Sie maß 41 m², hatte zwei Zimmer und Predigtstuhl, Harmonium und Altar. Im Ort arbeiteten 17 Jäger, der Udstedsverwalter, ein Katechet und eine Hebamme. 1930 hatte Nuussuaq 69 Einwohner, aber 1938 wurde der Ort aufgegeben.

## Liste der Kolonialangestellten
Folgende Handelsassistenten waren mit der Verwaltung der Anlage betraut.
- 1794–1796: Jeppe Andreas Scheen
- 1796–1799: Niels Larsen Steenholdt
- 1799–1800: Severin Martinus von Cappelen
- 1800–1805: Niels Larsen Steenholdt
- 1805–1810: Jens Parelius Schade

## Söhne und Töchter
- Tobias Gabrielsen (1879–1945), Expeditionsteilnehmer